# BioViva
BioViva — биотехнологическая исследовательская компания, исследующая способы воздействовать на процессы старения в теле человека.

## История
BioViva была основана в 2015 году. В 2017 году гендиректор компании Элизабет Пэрриш заявила:

По существу компания была создана чтобы доказать, работают методы терапии [старения] или нет. Помните, BioViva не является исследовательской организацией. Мы берём вещи наподобие генной терапии и используем их как технологии. Мы хотели бы создать открытый рынок, где люди имеют доступ к приобретению этих технологий, так же, как вы приобрели бы мобильный телефон или компьютер.
Оригинальный текст (англ.)The company was built essentially to prove these therapies work or not. Remember BioViva is not a research organisation. We are taking things like gene therapies and using them like technology. We would like to create an open market where people have access to acquiring these technologies, much like you would acquire a cellphone or a computer.

## Исследования
Исследовательские интересы BioViva базируются на доклинических исследованиях активизации фермента теломераза и ингибировании белка миостатин.
Ранее исследования продемонстрировали, что генная терапия по отношению к теломеразе способна увеличивать у мышей их среднюю и максимальную продолжительность жизни.
 Однако некоторые эксперты обращают внимание на то, что результаты исследований на мышах не всегда могут могут быть напрямую перенесены на людей:

Хорошо известно, что динамика теломер у мышей и экспрессия теломеразы в них заметно отличаются от таковых показателей у человека. Вследствие этого мы подозреваем, что положительные результаты от теломеразной генной терапии на мышах, где наблюдалось увеличение жизни и улучшение здоровья без увеличения риска возникновения рака, могут не сохраняться в случае применения терапии на людях. Нет определённой причины, почему увеличение риска рака, связанное с возвращением повреждённых клеток в рабочее состоянии, компенсируется улучшением функционирования тканей и иммунной функции. Научно-исследовательское сообщество узнает об этом в ближайшие годы, опробовав теломеразную генную терапию на мышах, а затем и на людях.
Оригинальный текст (англ.)It is well known that mouse telomere dynamics and telomerase expression are quite different from that of humans. This might make us suspect that positive results from telomerase gene therapies in mice, where life span is extended and health improved, without raising the risk of cancer, may not hold up in humans. There is no particular reason why increased cancer risk through putting damaged cells back to work will be balanced in the same way by improved tissue function and improved immune function, from species to species. The research and development community will find out in the years ahead by trying telomerase gene therapies in primates and then humans.

## Восприятие
Заявления Элизабет Пэрриш, что она использовала экспериментальную генную терапию для редактирования своего генома, встретили самые разные реакции: от восхищения до обвинений в шарлатанстве. Процедура была выполнена в неизвестной небольшой клинике в Колумбии, эффект не отслеживался независимыми экспертами, вся информация со слов самой Пэрриш. По этой причине многие заняли выжидательную позицию, предпочитая наблюдать за ситуацией, но не вмешиваться и не комментировать.